# Gang 90 e as Absurdettes
Gang 90 e as Absurdettes foi uma banda de rock brasileira formada em 1981, pelo DJ e jornalista Júlio Barroso e pelas cantoras Alice Pink Pank, Lonita Renaux, Luisa Maria e May East.
Suas canções misturavam os estilos new wave e beatnik, carregadas de batidas fortes e coro feminino, inspiradas no grupo norte-americano The B-52s.

## Carreira

### Júlio Barroso e o auge da banda
Sua primeira aparição deu-se em 1981, na discoteca Paulicéia Desvairada.
Um momento particularmente importante para a banda foi sua participação no festival MPB Shell, promovido pela Rede Globo. A apresentação aconteceu em 10 de julho de 1981, no ginásio do Maracanãzinho, no Rio de Janeiro. Na ocasião interptetaram a canção Perdidos na Selva e conseguiram um grau de exposição e notoriedade até então incomum para grupos da cena pop brasileira, o que já prenunciava o vigor do movimento de rock nacional que surgiria a seguir ao longo da década de 80. A composição da canção é oficialmente creditada somente a Júlio Barroso, mas sabe-se que Guilherme Arantes ajudou na criação da melodia, de forma anônima, porque já concorria com a música Planeta Água, no mesmo festival.
Para divulgar o grupo, o programa Fantástico, de 2 de agosto de 1981 apresentou o clipe de Perdidos na Selva. A música foi lançada originalmente em compacto pelo selo HOT, tendo a faixa Lilik Lamê no lado B, cantada por Alice Pink Pank, uma das cantoras-musas da banda, ao lado de May East e Lonita Renaux.
Em 1983, a banda lançou o LP Essa tal de Gang 90 & As Absurdettes, que continha os sucessos anteriores  e que emplacou uma canção como tema de novela das 8 da Rede Globo, Louco Amor, de Gilberto Braga, chamada Nosso Louco Amor. Na parte instrumental o disco contou com Herman Torres, Gigante Brazil, Albino Infantozzi (bateria), Luiz Paulo Simas (teclados), Otávio Fialho (baixo elétrico) e Wander Taffo.
Taciana Barros entrou logo após o lançamento do primeiro álbum para substituir Alice Pink Pank.
No mesmo ano, também participaram do especial da Rede Globo Plunct, Plact, Zuuum com a música Será que o King Kong é Macaca?.
May East seguiu em carreira solo internacional e Alice Pink Pank iniciou colaboração com a banda Lobão e os Ronaldos.
Júlio Barroso faleceu prematuramente, em 6 de junho de 1984, aos 30 anos, caindo da janela de seu apartamento em São Paulo, em circunstâncias nunca completamente esclarecidas, embora hoje exista praticamente um consenso de que se tratou de um acidente. A Gang 90 tinha um show agendado na boate Val Improviso.

### Segunda fase
Dois dias depois da morte de Barroso, Taciana Barros, sua namorada, então com 19 anos, se fechou na casa de seu irmão. Um mês mais tarde foi a um show do Barão Vermelho, em São Paulo. Ao chegar pediram que depois da apresentação se encontrasse com Cazuza no camarim, pois ele queria vê-la. Foi o cantor quem a incentivou a voltar aos palcos.
Então Taciana Barros assumiu a liderança do grupo e tentou insistir em sua continuidade lançando um álbum Rosas e Tigres, que tinha em seu repertório uma série de canções inéditas de Julio Barroso. O trabalho acabou tendo muito pouca repercussão comercial apesar de haver sido razoavelmente bem recebido pela crítica especializada. 
Uma última tentativa, em 1987, foi o álbum Pedra 90, já sem praticamente nenhum integrante original do grupo e que selou o fim da banda.

### Retorno após mais de 30 anos e homenagens
Em 23 e 24 de fevereiro de 2019, dois shows no Sesc Pompeia, em São Paulo, chamados de Nossa Onda de Amor Não Há Quem Corte, marcaram o retorno da banda, novamente com Taciana Barros na liderança. Os shows tiveram as participações especiais de Edgard Scandurra, Felipe Catto, Jonas Dantas, Lúcio Maia e Rodrigo Carneiro (Mickey Junkies).
Ainda em 2019 foi lançado o livro Essa tal de Gang 90 & Absurdettes, pela série documental O livro do Disco, da Editora Cobogó, escrito pelo holandês Jorn Konijn.

## Integrantes

### Última formação
- Taciana Barros: vocal, piano[14]
- Paulo Lepetit: baixo
- Gilvan Gomes: guitarra
- Beto Firmino: vocal, teclado
- Michelle Abu: bateria
- Bianca Jordhão: vocal
- Elô Paixão: vocal

### Ex-integrantes
- Júlio Barroso
- Alice Pink Pank
- Lobão
- May East
- Lonita Renaux
- Luiza Maria
- Wander Taffo
- Guilherme Arantes
- Bocato
- Lee Marcucci
- Gigante Brazil
- Herman Torres
- Tavinho Fialho
- Luiz Paulo Simas
- Curtis
- Miguel Barella
- Sandra Coutinho
- Claudia Niemeyer

## Discografia

### Álbuns de estúdio
- (1983) Essa tal de Gang 90 & As Absurdettes
- (1985) Rosas & Tigres
- (1987) Pedra 90